# تشارلي فورد
تشارلي فورد (بالإنجليزية: Charlie Ford)‏ هو لاعب كرة قدم أمريكية أمريكي، ولد في 10 ديسمبر 1948 في بومونت في الولايات المتحدة.

## وصلات خارجية
- تشارلي فورد على موقع مرجع كرة القدم المحترفة.كوم (الإنجليزية)